# Bradley Stoke
Bradley Stoke is een civil parish in het bestuurlijke gebied South Gloucestershire, in het Engelse graafschap Gloucestershire. De plaats telt 20.599 inwoners en ligt ten noorden van de stad Bristol.